# 海因茨-哈拉尔德·弗伦岑

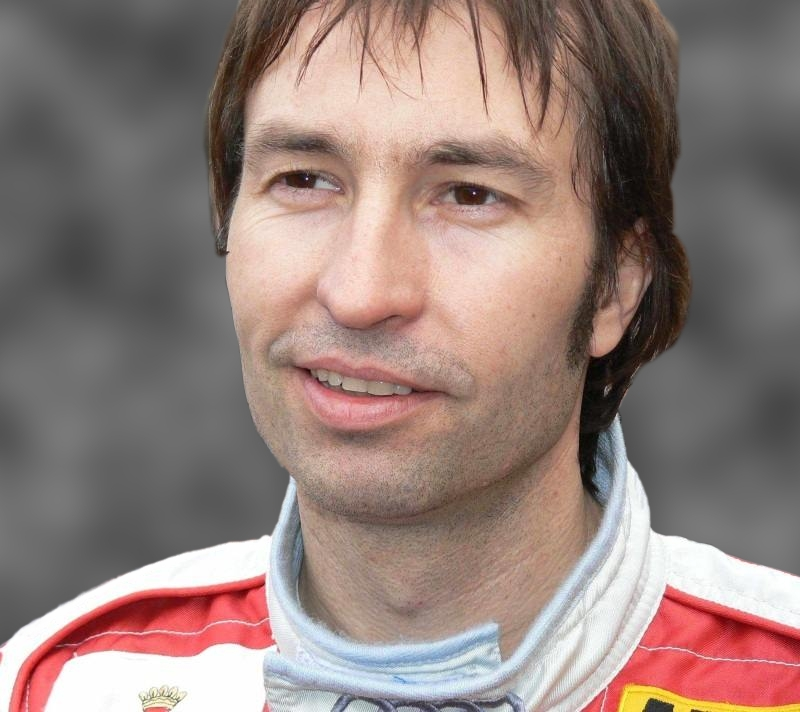
海因茨-哈拉爾德·弗倫岑

海因茨·赫拉德·弗伦岑（Heinz-Harald Frentzen，1967年5月18日—），是一位德国赛车手，曾获得1997年世界一级方程式锦标赛亚军。

## F1职业生涯

### 索伯车队(1994-1996)
1994年弗伦岑加入F1索伯车队，全年获得7个积分，列积分榜第十三位。
1995年意大利大奖赛上弗伦岑获得季军，首次登上F1领奖台。全年获得15个积分，列积分榜第九位。
1996年索伯赛车表现极不稳定，弗伦岑仅仅获得7分，列积分榜第十二位。

### 威廉姆斯车队(1997-1998)
1997年弗伦岑加盟威廉姆斯车队，表现不及队友雅克·维伦纽夫，与车队关系也不够好。全年获得42个积分和一次分站赛冠军，原本排在积分榜第三位。但由于排在第二位的迈克尔·舒马赫被从积分榜除名，弗伦岑上升至亚军。其队友维伦纽夫获得该年度冠军。
1998年威廉姆斯车队实力显著下降，弗伦岑除了在揭幕战澳大利亚大奖赛上获得一次季军外，没有出色的表现。全年获得17个积分列积分榜第七位。

### 乔丹车队及普罗斯特车队(1999-2001)
1999年弗伦岑转投入乔丹车队，取得了2站冠军，1站亚军，3站季军，总分54分的好成绩，获得该年度季军。
2000年车队实力下降，弗伦岑只获得11个积分列积分榜第九位。
2001年成绩依旧不理想，乔丹车队在赛季过半时弃用了弗伦岑，换上了让·阿莱西。弗伦岑转投濒临破产的普罗斯特车队。全年取得6个积分，都是在乔丹车队时获得的，列积分榜第十三位。

### 飞箭车队及索伯车队(2002-2003)
2002年弗伦岑加入了飞箭车队，前十二场比赛中共获得2个积分。但第12场比赛即2002年德国大奖赛后，飞箭车队宣告破产，弗伦岑暂时失业。
2002年美国大奖赛上弗伦岑回到F1赛场，为老东家索伯车队效力，虽然没有获得积分，但车队确认他将成为索伯车队的正式车手，参加2003年世界一级方程式锦标赛。2002年弗伦岑获得2个积分，列积分榜第十八位。
2003年是弗伦岑在F1的最后一个赛季，他获得11个积分，总分列积分榜第十一位。

## DTM
2004~2006年弗伦岑参加了DTM赛事。